# Тори дел Бенако
То̀ри дел Бѐнако (на италиански: Torri del Benaco; на венециански: Tori del Benaco, Тори дел Бенако) е малко градче и община в Северна Италия, провинция Верона, регион Венето. Разположено е на 67 m надморска височина, на източния бряг на езеро Гарда. Населението на общината е 3023 души (към 2015 г.).